# Eulânio Ângelo Chipela Gomes
Eulânio Ângelo Chipela Gomes, meglio noto come Nanu (Coimbra, 17 maggio 1994), è un calciatore portoghese naturalizzato guineense, attaccante del Samsunspor.

## Caratteristiche tecniche
È un'ala destra.

## Carriera

### Club
Ha esordito in Primeira Liga il 15 aprile 2018 disputando con il Marítimo l'incontro pareggiato 1-1 contro il Moreirense. Il 4 febbraio 2021 durante la partita contro Belenenses, si scontra con il calciatore Stanislav Krystuv cadendo subito privo di sensi. Qulache secondo dopo verrà trasportato in ambulanza

### Nazionale
Nel 2019, nel 2021 e nel 2023 ha partecipato alla Coppa d'Africa.

## Palmarès

### Club

#### Competizioni nazionali
- Supercoppa di Portogallo: 1

Porto: 2020